# Самара (река)
Вижте пояснителната страница за други значения на Самара.
Сама̀ра е река в Европейска Русия в Оренбургска и Самарска област, ляв приток на Волга. Дължината ѝ е 594 km, която ѝ отрежда 134-то място по дължина сред реките на Русия.
Река Самара води началото си от източната, най-висока част на възвишението Общ Сърт на 319 m н.в., на 4 km северно от село Кариновка, Переволоцки район на Оренбургска област. Първите около 40 km тече в югозападна посока до село Переволоцки, след което завива на северозапад и запазва това си направление до устието си. По цялото си протежение долината на Самара е широка до10-16 km и е асиметрична – с полегати леви склонове и по-високи и стръмни десни. Влива се в Саратовското водохранилище на река Волга, при нейния 1398 km, в югозападната част на град Самара, на 23 m н.в.
Водосборният басейн на Самара обхваща площ от 46 500 km2, което представлява 3,42% от водосборния басейн на река Волга. Във водосборния басейн на реката попадат части от териториите на Оренбургска и Самарска област.
Границите на водосборния басейн на реката са следните:
- на север – водосборния басейн на река Сок, ляв приток на Волга;
- на североизток – водосборните басейни на реките Ик, ляв приток на Кама и Дьома, ляв приток на Белая;
- на изток и юг – водосборния басейн на река Урал;
- на югозапад – водосборните басейни на реките Голям Иргиз и Чапаевка, леви притоци на Волга.

Река Самара получава множество, като от тях са дължина над 100 km. По-долу са изброени всичките тези реки, за които е показано на кой километър по течението на реката се вливат, дали са леви (→) или (←), тяхната дължина, площта на водосборния им басейн (в km2) и мястото където се вливат.
- 405 ← Голям Уран 155 / 2200, в Сорочинското водохранилище, югоизточно от град Сорочинск, Оренбургска област
- 373 ← Малък Уран 197 / 2330, при село Николаевка, Оренбургска област
- 276 ← Ток 306 / 5930, при село Усашевка, Оренбургска област
- 269 → Бузулук 248 / 4460, в град Бузулук, Оренбургска област
- ← Боровка 167 / 2140, на 4 km западно от посьолок Колтубановски, Оренбургска област
- 107 → Съезжая 107 / 1640, при село Максимовка, Самарска област
- 44 ← Болшой Кинел 422 / 14 900, западно от град Кинел, Самарска област

Подхранването на Самара е смесено, като преобладава снежното. Среден годишен отток на 236 km от устието 47,2 m3/s. Пълноводието на реката е през април и началото на май. Замръзва през ноември или началото на декември, а се размразява през април. Минерализацията на водата е от 503,7 до 839 мг/л.
По течинето на реката са разположени множество населени места, в т.ч. 4 града:
- Оренбургска област – селата Переволоцки и Новосергиевка (районни центрове), градовете Сорочинск и Бузулук;
- Самарска област – селата Борское и Богатое (районни центрове), градовете Кинел и Самара;

Във водосборния басейн на реката има големи находища на нефт. Плавателна е на 40 km от устието, до посьолок Алексеевка.